# Enjoy Records
Pour les articles homonymes, voir Enjoy.
Enjoy Records, ou Enjoy!, est un label discographique américain, actif entre 1962 et 1987.

## Histoire
Le label est détenu et exploité par Bobby Robinson de 1962 au milieu des années 1980, associée à son magasin de disques situé à l'angle de la 125e Rue et de la 8e Avenue, à Harlem, New York. Avant cela, Robinson avait déjà créé les labels Red Robin Records (1951), Whirlin' Disc Records (1956), Everlast Records (1957), Fury Records (1957) et  Fire Records (1959).
D'abord spécialisé dans le blues, le rhythm and blues et le rock 'n' roll, Enjoy! enregistre de nombreux groupes et MC de hip-hop old-school originaux à partir de 1979, dont Grandmaster Flash and the Furious Five, les Funky 4+1, Spoonie Gee et les Treacherous Three. Le label ferme ses portes en 1987, bien que la boutique de Robinson reste ouverte.

## Groupes et artistes
Ils comprennent King Curtis, Doug E. Fresh, Funky 4+1, Spoonie Gee, Grandmaster Flash and the Furious Five, Elmore James, Gladys Knight and the Pips, et The Treacherous Three.